# CIP4
CIP4（Cooperation for Integration of Processes in Prepress, Press, and Postpress）とは、印刷工程におけるCIMの国際標準化団体、またはそこで提唱された概念を指す。2000年6月にアドビシステムズ（現アドビ）、アグファ、ハイデルベルガー・ドルックマシーネン、マンローランドより提唱され、のちにCIP3参加企業によりCIP4が可決された。

## 概要
CIP3 (International Cooperation for Integration of Prepress, Press, and Postpress) では、プリプレス（印刷前工程）、プレス（印刷）、ポストプレス（印刷後工程）で共通のファイルフォーマットを用い、工程を統一。プリプレスで作成されたレイアウトデータを元に、印刷の絵柄面積（色情報）、断裁位置、折り位置、トンボなどの情報を持ったデータを生成し、各工程に伝達していくことで各デバイスの制御を行うという、プリプレスからの一方通行的なものであったが、CIP4ではさらに各デバイス間で相互に情報をやりとりできる機能を持つ。
自分の工程の状況によって、下流の工程への指示を変更したり、基幹システムとの連携によって在庫管理（刷版や紙の発注）、原価管理、経営分析などの情報も含有した統合的なものとなっている。CIP4では情報伝達用のファイルフォーマットはXMLベースのJDF (Job Definition Format) が用いられる。
現状では、CIP3の一部である色情報の制御としての利用が多い。これは、レイアウトデータから刷版の各部分における必要インク量を計算し、これを印刷機に反映させてインク量の自動調整を可能とするものである。この仕組みを持った似たようなシステムはすでに各社から独自のものが出ているが、CIP3はそれらの標準仕様である。